# Habenaria lehmanniana
Habenaria lehmanniana är en orkidéart som beskrevs av Friedrich Fritz Wilhelm Ludwig Kraenzlin. Habenaria lehmanniana ingår i släktet Habenaria och familjen orkidéer. Inga underarter finns listade i Catalogue of Life.